# ウロンゴン・ウルブスFC
ウロンゴン・ウルブス（Wollongong Wolves Football Club）は、オーストラリア・イラワラ地域のウロンゴンを本拠とするセミプロサッカークラブチーム。ナショナル・プレミアリーグス (NSW)に所属している。

## 概要
1980年に設立され、2004年まではオーストラリアン・ナショナルサッカーリーグ（Aリーグの前身）に所属していた。
2000-01シーズンのオセアニアクラブ選手権決勝でバヌアツのサッカークラブチームタフェアFCを1-0で破り優勝した。またオーストラリアン・ナショナルサッカーリーグ1999-00シーズン、および2000-01シーズンで2連覇を果たしている。
2005年より開始されたAリーグには参加せず、以降は2部リーグに相当するナショナル・プレミアリーグス (NSW)に所属している。

## タイトル

### 国内タイトル
- オーストラリアン・ナショナルサッカーリーグ:2回

1999-00、2000-01　

### 国際タイトル
- オセアニアクラブ選手権優勝:1回

2000-01

## 歴代所属日本人
- 大深拓海
- 金泉万里